# Belgische Badmintonmeisterschaft 1985
Die Belgische Badmintonmeisterschaft 1985  fand im Februar 1985 in Ostflandern statt.

## Finalergebnisse
| Disziplin    | Sieger                                  | Finalist                            | Ergebnis          |
| ------------ | --------------------------------------- | ----------------------------------- | ----------------- |
| Herreneinzel | Jan de Mulder                           | Eddy van Herbruggen                 | 15-8, 15-11       |
| Dameneinzel  | Ingrid Swiggers                         |                                     |                   |
| Herrendoppel | Jan de Mulder Eddy van Herbruggen       | Michel Bauduin Christian Bene       |                   |
| Damendoppel  | Ingrid Swiggers Linda Drossaert         |                                     |                   |
| Mixed        | Eddy van Herbruggen Greet van Haverbeke | Patrick de Ruisseau Ingrid Swiggers | 15-9, 14-17, 15-8 |